# Markus Friedrich Wendelin
Markus Friedrich Wendelin (né en 1584 à Sandhausen, mort le 7 août 1652 à Zerbst) est un théologien protestant allemand.

## Biographie
Wendelin étudie la théologie à l'université de Heidelberg et finit en 1607 avec une maîtrise.
Il accompagne ensuite pendant environ cinq ans les princes Christian II d'Anhalt-Bernbourg et Jean-Casimir d'Anhalt-Dessau lors de leurs visites cavalières en tant que professeur et tuteur. À leur retour à Anhalt, il reste auprès d'eux.
À partir de 1612, il travaille et vit à Zerbst, où il dirige le Gymnasium Francisceum en tant que recteur jusqu'à sa mort.
En plus de ses fonctions de pédagogue, Wendelin est au fil du temps l'une des figures majeures du système des églises réformées d'Anhalt.